# Directeur-Generaal Willemspark

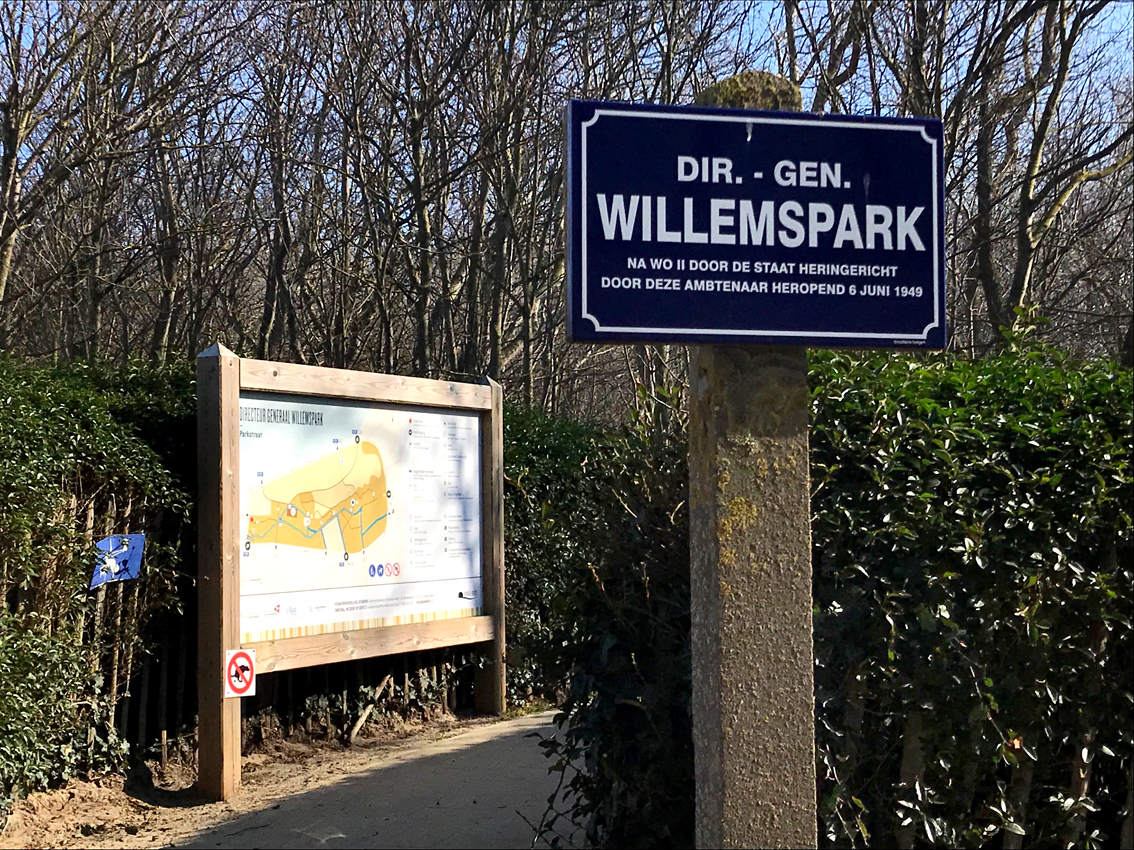

Het Directeur-Generaal Willemspark is een park van 19 hectare in Knokke-Heist. Het bevindt zich op het grondgebied van de deelgemeenten Heist en Duinbergen.

## Geschiedenis
Het park kwam op de plaats waar vroeger het Bosje van Heist lag. Dat was ontstaan naast de langgerekte duinpan waar in 1909 door de S.A. Tennis de Heyst-Duinbergen de Chalet Suisse met een club en tennisvelden was aangelegd. De aanplantingen die toen gebeurden om de duinen te versterken deden later het 't bustje ontstaan zoals de Heistenaars het noemden.
Tijdens de Eerste Wereldoorlog werden er twee geschutbatterijen Freya en Augusta geïnstalleerd. Dat waren ondersteunende onderdelen voor de veel zwaardere Batterie Keizer Wilhelm II in de bosjes bij de Lispanne in Knokke waar in 1924 het Zegemeer werd uitgegraven en waar zich nu het cultureel centrum Scharpoord bevindt. Er kwamen loopgraven en uitkijktorens. Vanaf 1915 werd een drievoudige draadversperring aangebracht die onder dodelijke hoogspanning stond. De versperring werd door de lokale bevolking de doodendraad genoemd. Na de oorlog konden de kanonnen voor een halve Belgische frank (1 eurocent) bezocht worden. De opbrengst ging voor het grootste deel naar Nationale Werken voor Oorlogsinvaliden en Weezen. De laatste restanten werden in de Tweede Wereldoorlog door de Duitsers zelf afgebroken en het staal werd gerecycleerd in hun oorlogsindustrie.
In het duinenlandschap werden tijdens de Tweede Wereldoorlog opnieuw verschillende bunkers en geschutskoepels gebouwd en na de oorlog was het bosje volledig vernield.
In 1949 werden de bunkers en het afweergeschut afgebroken. De duinenrestanten tussen Heist en Duinbergen werden heraangelegd onder de naam Directeur-Generaal Willemspark, naar de ambtenaar die de verwezenlijking van het park mogelijk had gemaakt. In het nieuwe park werden zeven paden genoemd naar Heistse politieke gevangenen die de oorlog niet hadden overleefd: Pierre De Jonghe, Charles Jacobs, Frans en Damien Welvis, Camiel Ollevier, Robert Vanhulle en Edgard Tonneau. Daarnaast waren er nog het Keunepitpad en het Bunkerpad. 
In het park zelf werden twee vijvers met opgemetselde oevers aangelegd en een zitbank met een verhoog waar oorspronkelijk een stenen bok op stond die echter op een later ogenblik werd vervangen door een jaguar. De resterende duinpannen werden behouden als duingebied waar onder andere nieuwe tennisvelden en een petanquebaan werden ingeplant aan de nieuwe Chalet Suisse.
In 2012 werd gestart met een vernieuwingsoperatie van het park waarbij oude bomen werden vervangen door nieuwe begroeiing en de twee vijvers werden afgebroken. In 2015 werden in een volgende vernieuwingsfase een nieuwe vijver met natuurlijke oevers aangelegd en een aantal educatieve speelterreinen aangelegd..
In 1980 werd in het park het gemeentelijk zwembad De Raan aangelegd, op de hoek van de Zeedijk en de Parkstraat. Het zwembad werd in 2012 gesloten en in 2020 afgebroken. Er waren lange tijd plannen voor de bouw van een groot nieuw hotel maar een buurtcomité kon de Raad van State telkens overhalen om die ambities te verwerpen. Voorlopig is de hoek onbebouwd en is er een kleine speeltuin gelegd.

## Foto’s

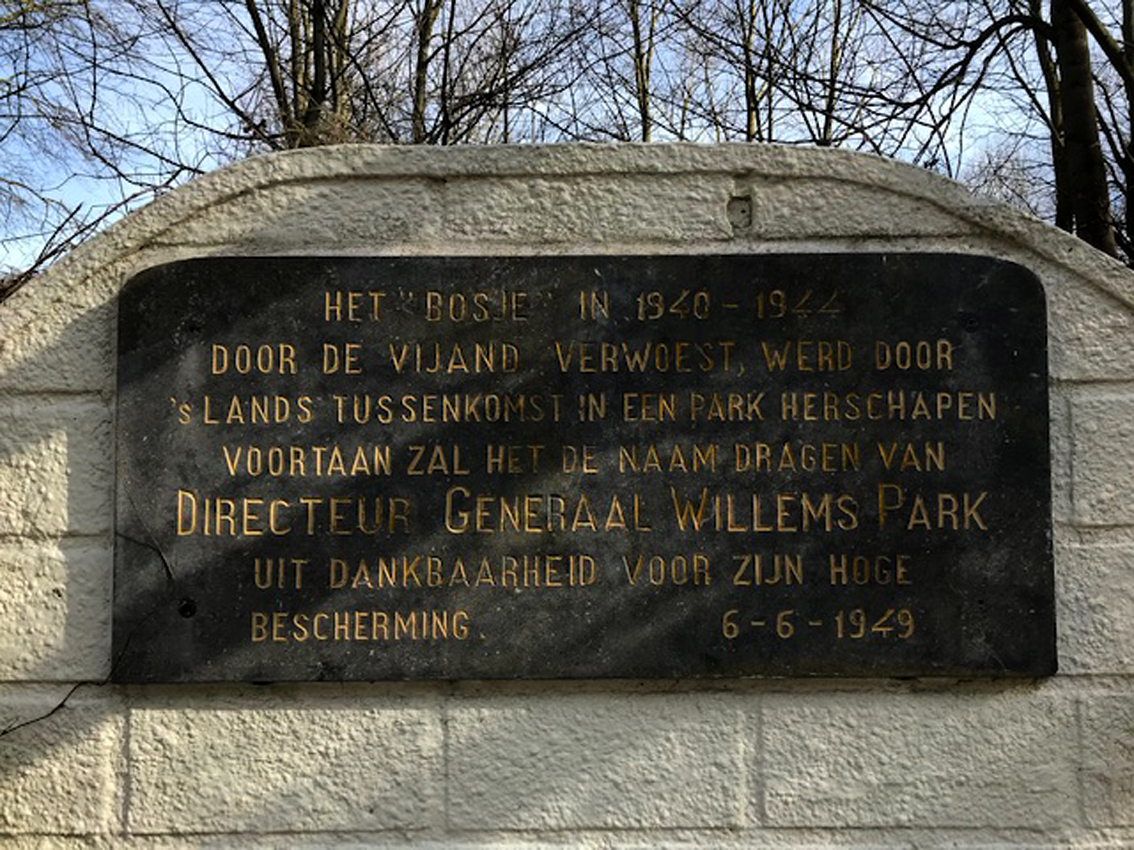
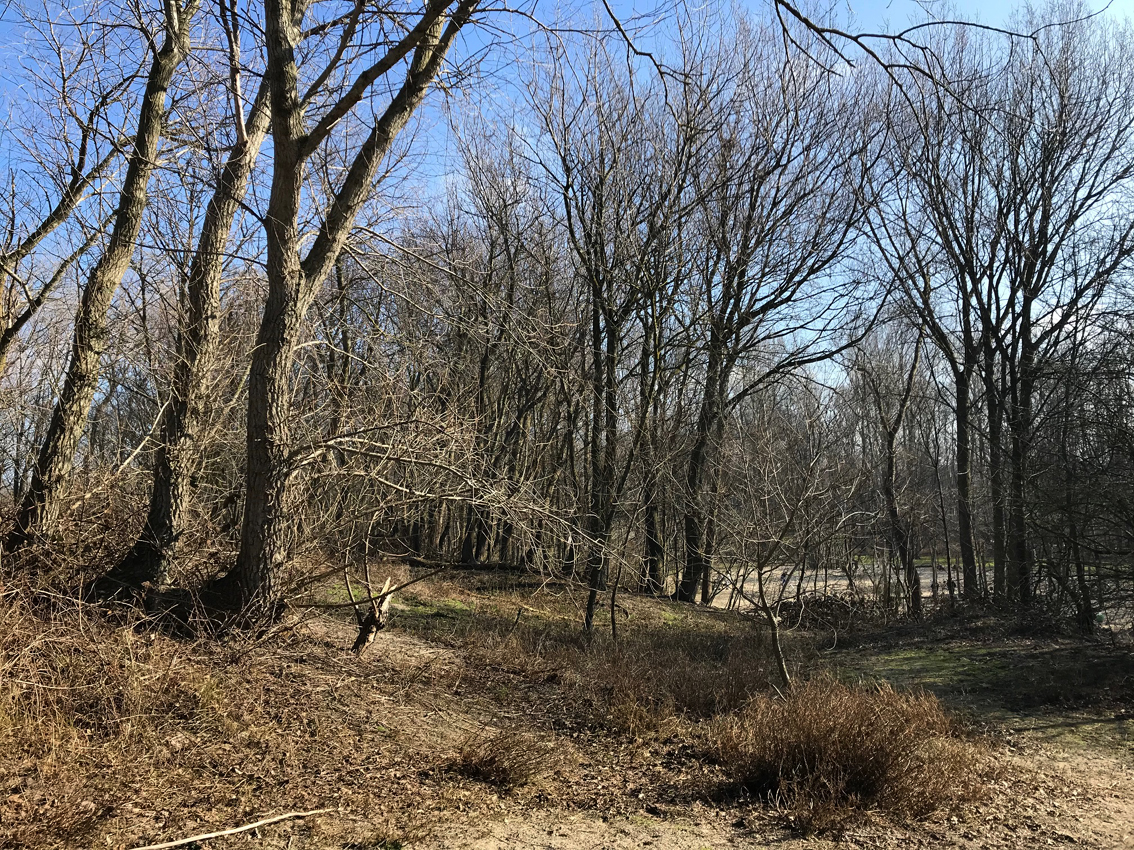
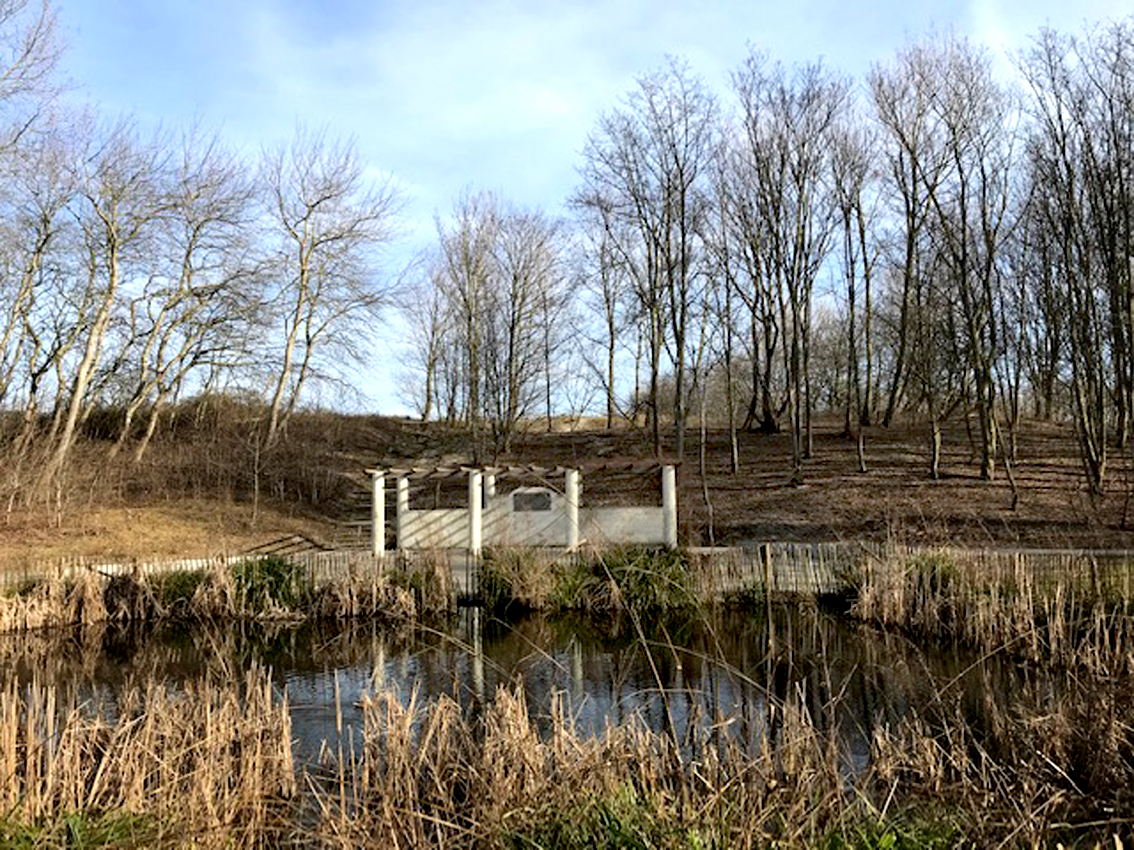
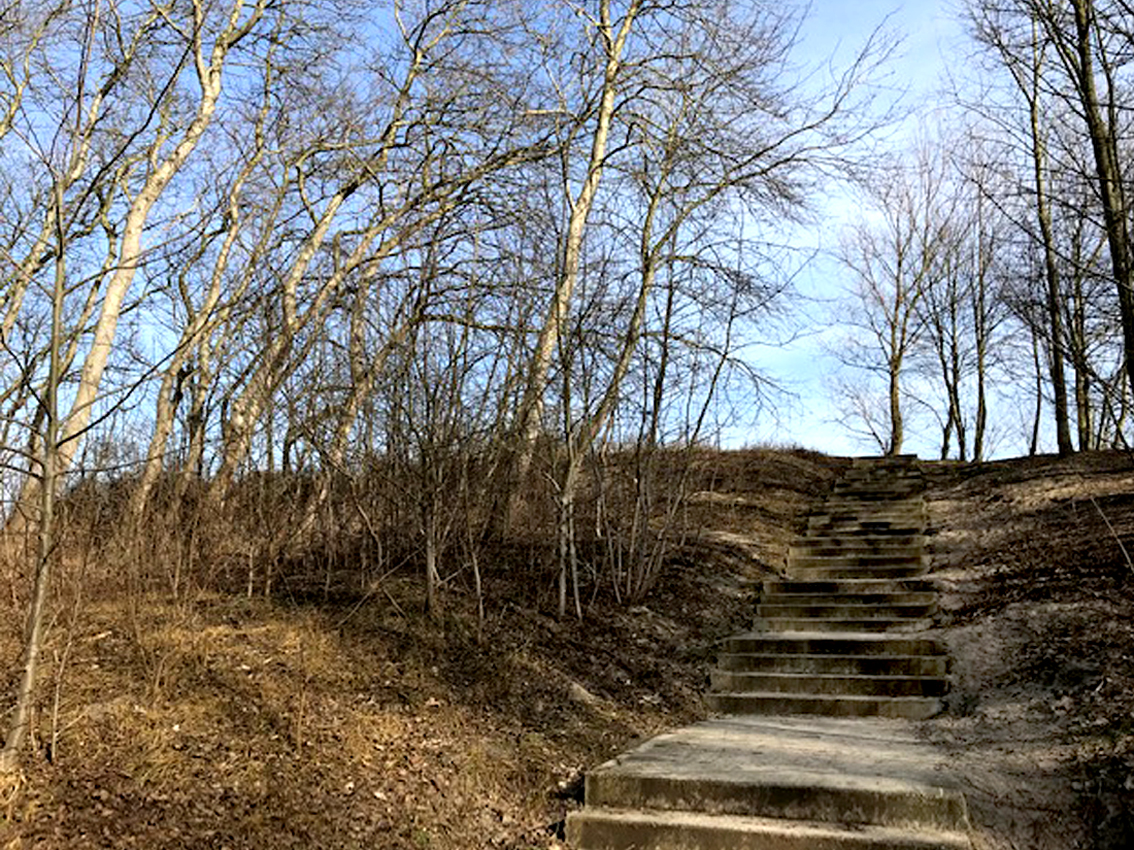
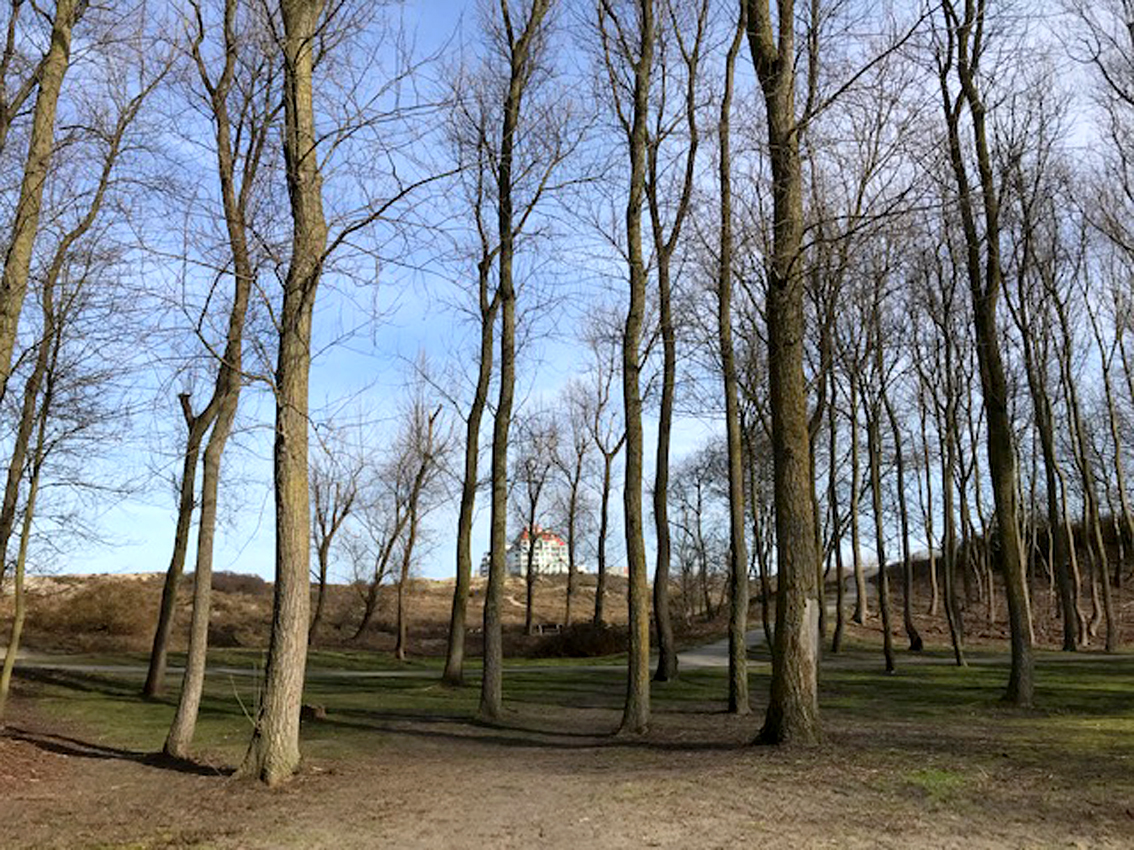
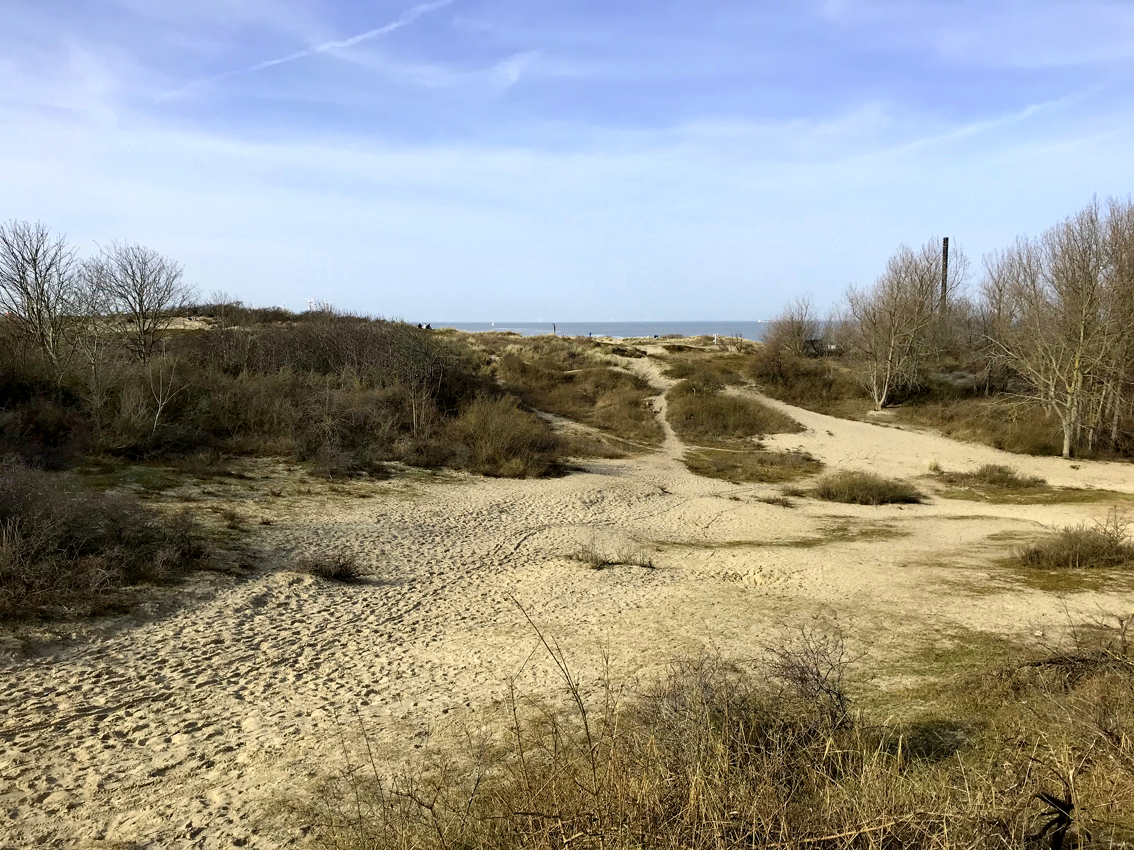
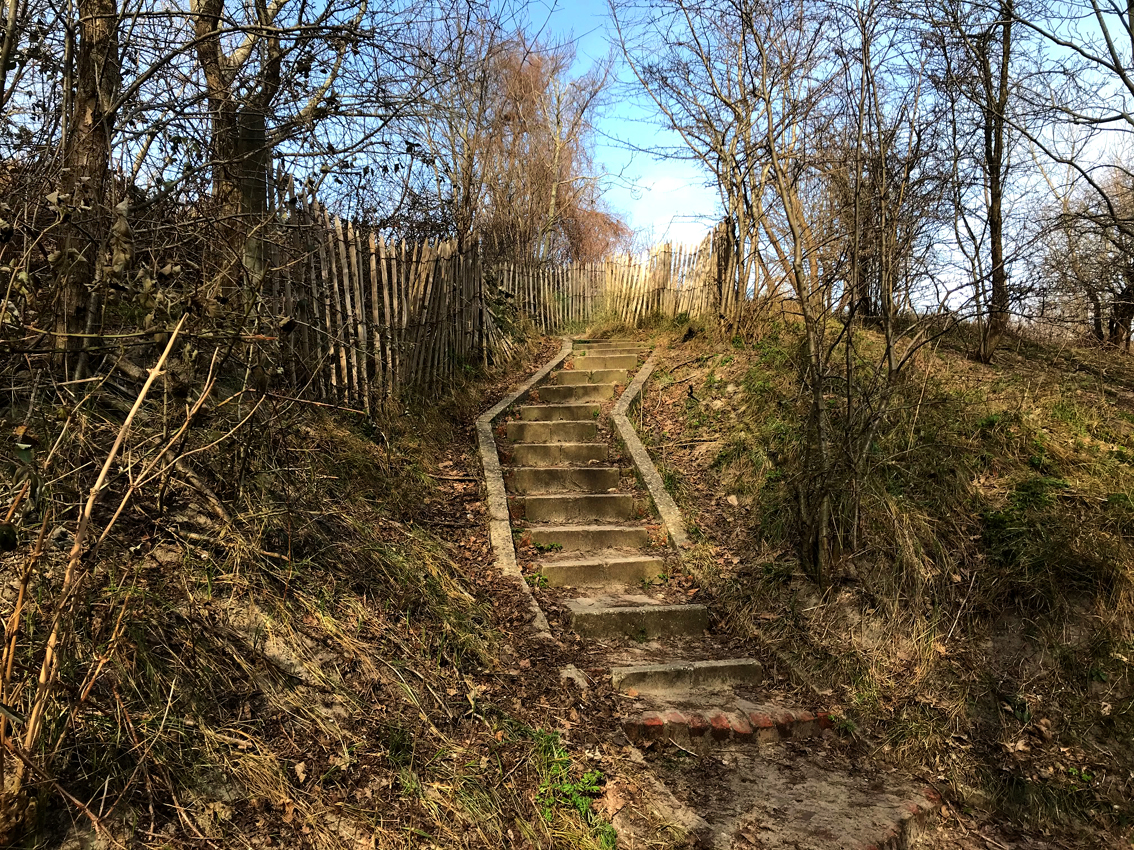
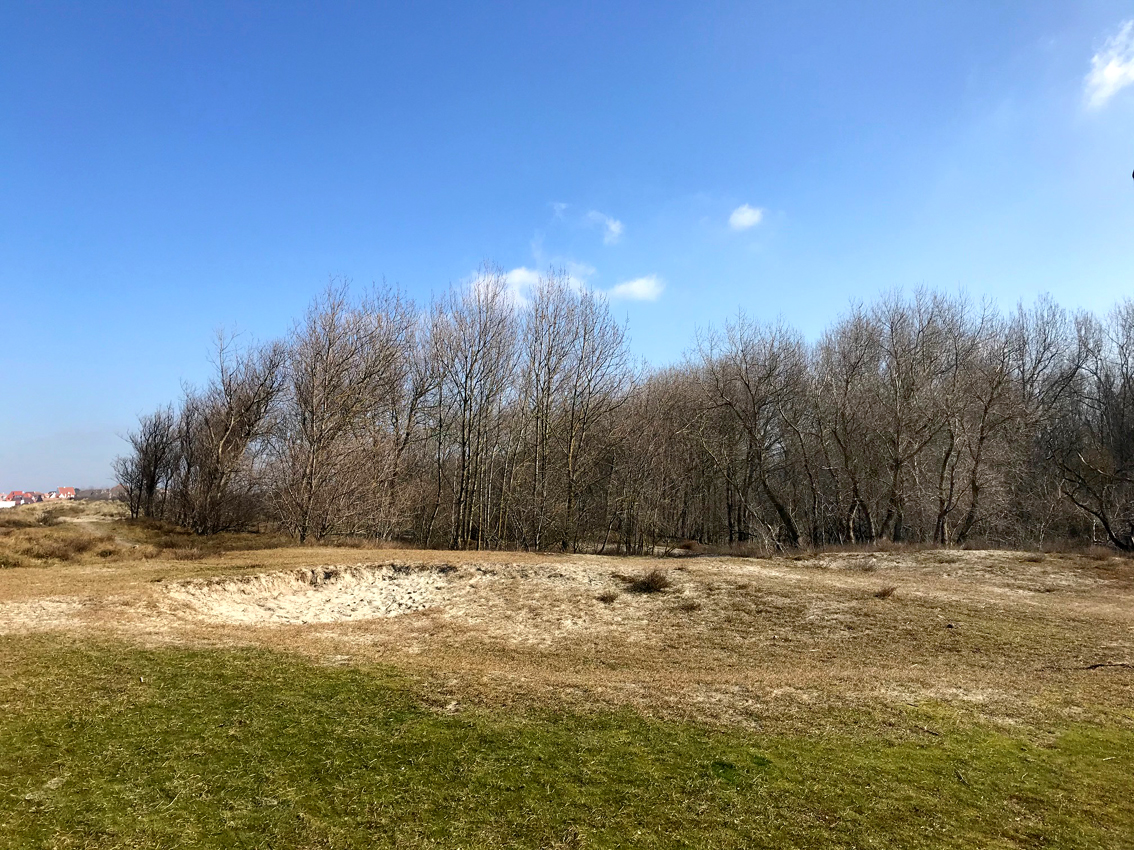
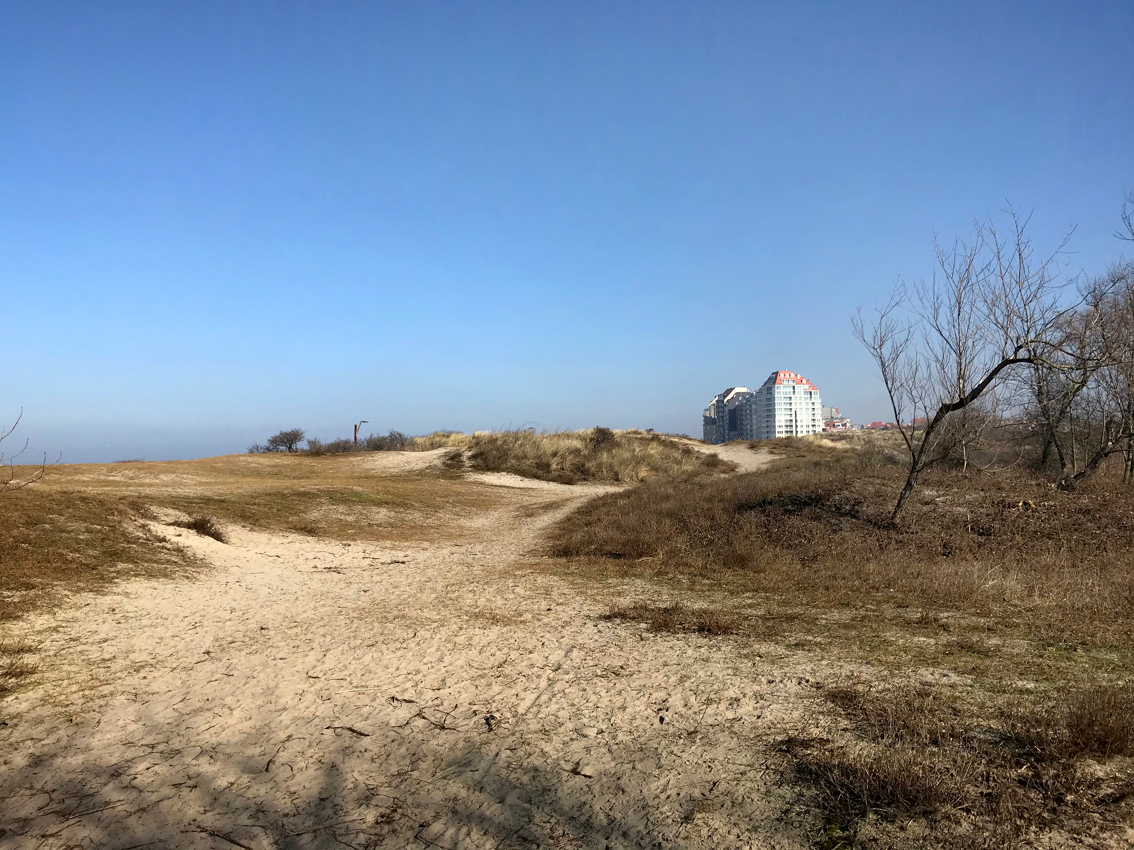
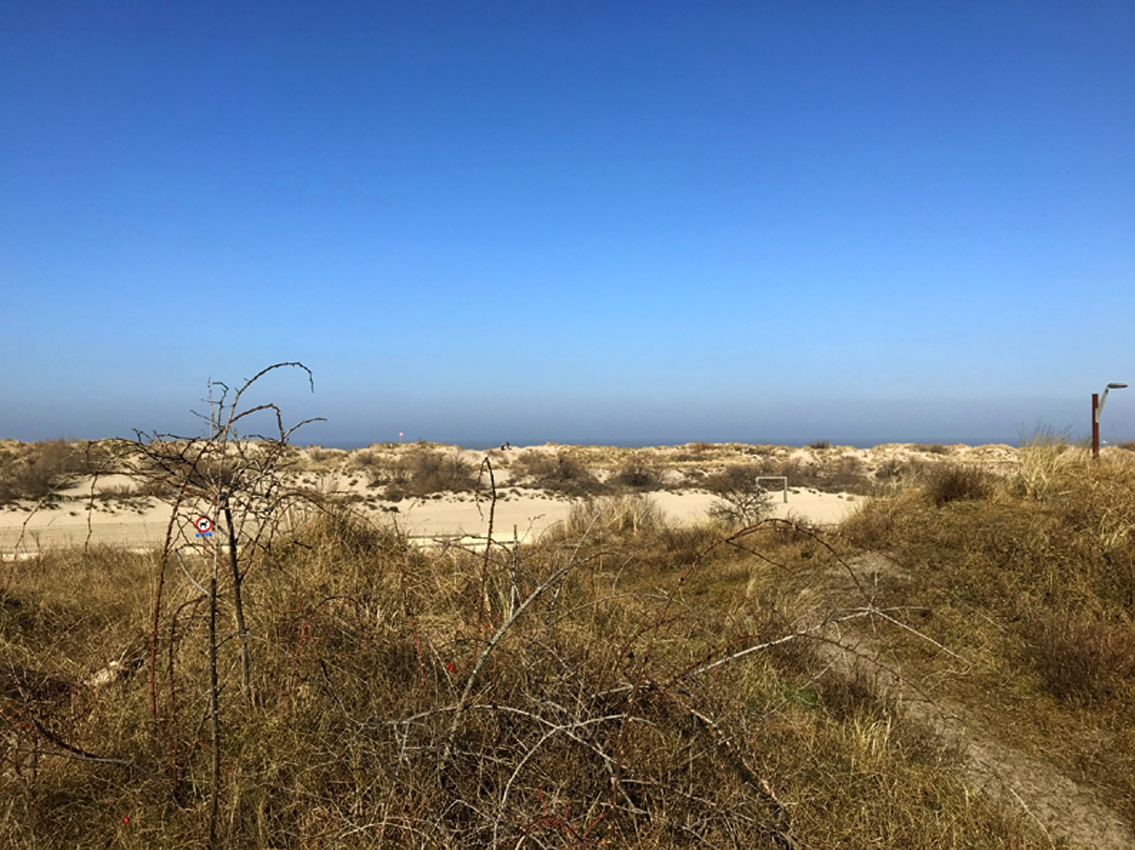
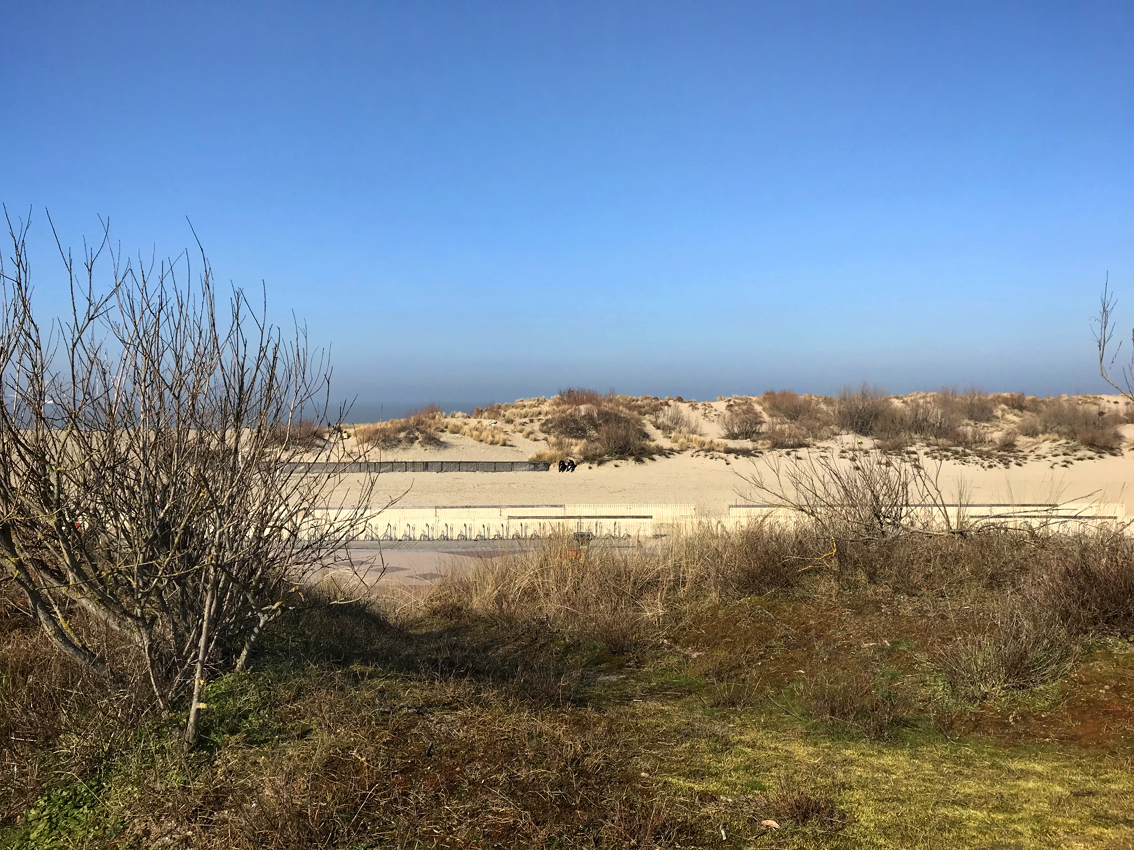